# Jan Stapelfeldt
Jan Stapelfeldt (* 21. August 1982 in Hamburg) ist ein deutscher Schauspieler.

## Leben
Stapelfeldt wirkte bereits in mehreren Theaterprojekten mit (u. a. bei einer Tourneetheater-Produktion von Lessings Minna von Barnhelm). Darüber hinaus war er auch als Fotomodell tätig. Sein Schauspielstudium absolvierte er an der Schule für Schauspiel Hamburg.
Einem breiteren Publikum wurde er durch sein Fernsehdebüt in der ARD-Vorabendserie Marienhof bekannt. In der Seifenoper spielte Stapelfeldt seit dem 19. März 2008 die Rolle des Autisten Valentin Ernst. Seit 2023 spielt er in der ARD-Telenovela Rote Rosen die Rolle von Julius Böttcher, dem Geschäftsführer des Hotels Drei Könige.

## Filmografie
- 2008–2010: Marienhof (Fernsehserie)
- 2012: MEK (Fernsehserie)
- 2012: Allerleirauh
- 2014: Unvergessen
- 2016: Backstory
- 2017: Unter uns (Fernsehserie)
- 2023–: Rote Rosen (Fernsehserie)